# SM1

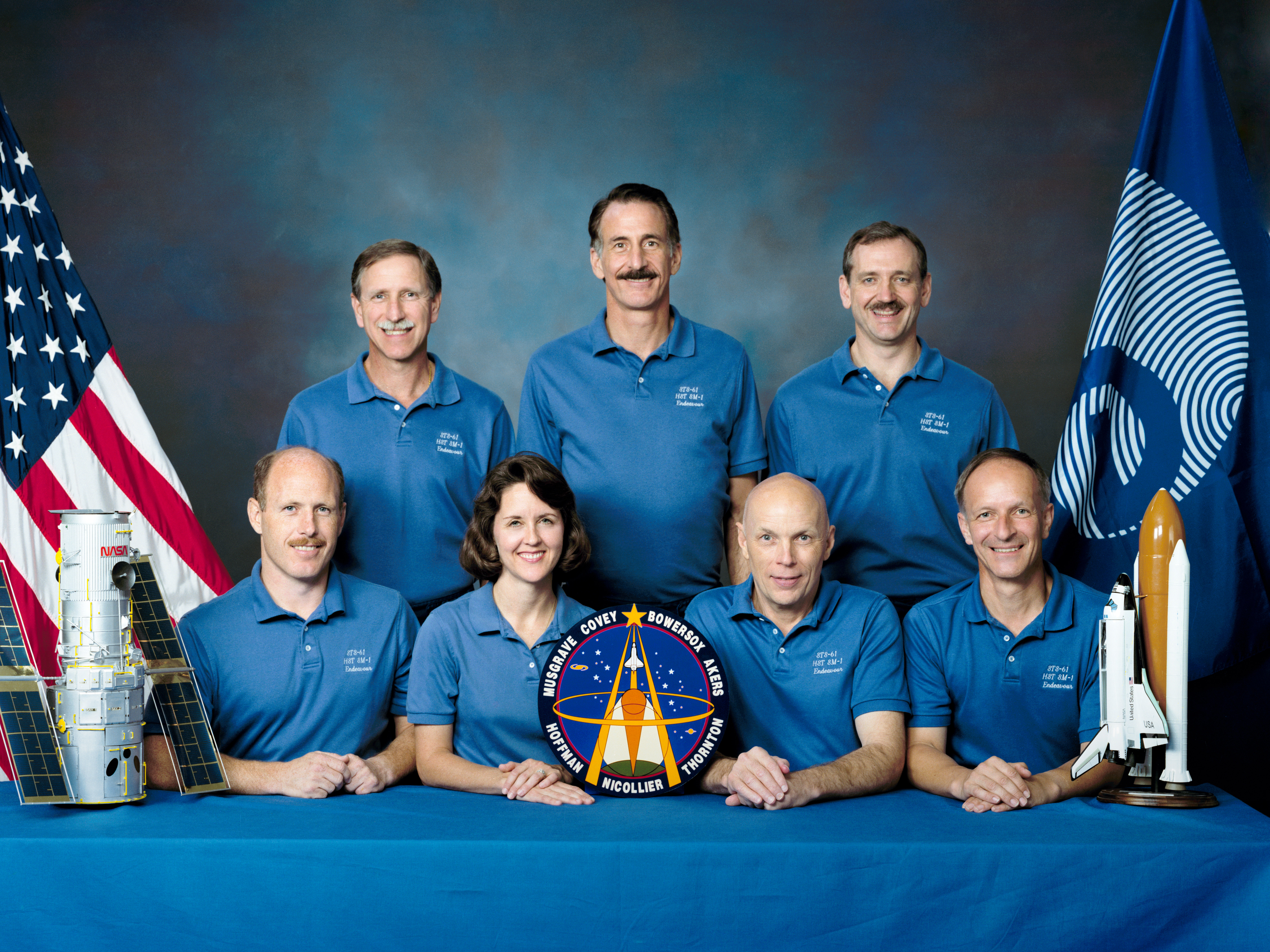
Tripulación del STS-61. De pie, de izquierda a derecha: Richard O. Covey, comandante; Jeffrey A. Hoffman y Thomas D. Akers, especialistas. Sentados, de izquierda a derecha: Kenneth D. Bowersox, piloto; Kathryn C. Thornton, especialista; F. Story Musgrave, comandante de carga; y Claude Nicollier, especialista.

Las siglas SM definen las misiones de servicio para poder visitar y arreglar el telescopio Hubble.

## Características
Una de las características del Hubble era la posibilidad de ser visitado por astronautas en las llamadas misiones de servicio (SM, por sus siglas en inglés). Durante las misiones de servicio se podían arreglar elementos estropeados, instalar nuevos instrumentos y elevar la órbita del telescopio. Se llegaron a realizar cinco misiones de servicio (SM1, SM2, SM3A, SM3B y SM4)
La primera misión de servicio del telescopio Hubble ( o HST en inglés) se llevó a cabo con el transbordador Endeavour (STS-61) el 2 de diciembre de 1993 y tuvo una duración de diez días. El plan de la SM1 estuvo fuertemente condicionado por la aberración esférica detectada tres años antes en el espejo primario. Las dos reparaciones más importantes fueron la sustitución del Fotómetro de Alta Velocidad (HSP, por sus iniciales en inglés) por la óptica correctora COSTAR y la instalación de la Cámara Planetaria y de Gran Angular 2 (WFPC2) en el lugar de la cámara original (WFPC). El propósito de COSTAR era el conseguir el enfoque correcto de los otros tres instrumentos axiles originales del telescopio (la Cámara de Objetos Débiles o FOC, el Espectrógrafo de Objetos Débiles o FOS y el Espectrógrafo Goddard de Alta Resolución o GHRS). La WFPC2 ya incorporaba su propia corrección del efecto de la aberración esférica del espejo primario. Además, se instalaron dos nuevos paneles solares, cuatro giroscopios, dos unidades eléctricas de control, dos magnetómetros y un nuevo ordenador de a bordo. Por último, la órbita del HST fue elevada por primera vez desde su lanzamiento.
- Datos: Q113808
- Multimedia: STS-61 / Q113808